# ماثيو ماير
ماثيو ماير (بالإنجليزية: Matthew Meyer)‏ هو سباح جنوب أفريقي، ولد في 4 مارس 1998.

## وصلات خارجية
- ماثيو ماير على موقع الاتحاد الدولي للسباحة (الإنجليزية)
- ماثيو ماير على موقع أوليمبيديا (الإنجليزية)